# Whiskey in the Jar
"Whiskey in the Jar" ("Uísque na jarra") é uma célebre canção tradicional irlandesa. Sua letra, que se passa nas montanhas de Cork e Kerry, fala sobre um salteador que é traído por sua esposa (ou amante). Uma das canções folclóricas irlandesas mais conhecidas e executadas, vem sendo gravada por artistas profissionais desde a década de 1950, porém recebeu maior notoriedade depois de ter sido gravada pela banda folk irlandesa The Dubliners, que a executaram internacionalmente e a gravaram em três álbuns na década de 1960. Após o sucesso dos Dubliners, a banda de rock Thin Lizzy entrou para as paradas de sucesso da Irlanda e Reino Unido no início da década de 1970, e a banda de metal estadunidense Metallica a levou a um público ainda mais amplo depois de gravá-la em 1998 no álbum Garage Inc.

## História
As origens exatas da canção são desconhecidas. Diversos de seus versos e a trama geral lembram a de uma balada tradicional chamada "Patrick Fleming" (também "Patrick Flemmen he was a Valiant Souldier"), sobre um salteador irlandês executado em 1650.
No livro The Folk Songs of North America o historiador de música folclórica Alan Lomax sugere que a canção teria se originado no século XVII, e, com base nas semelhanças, deduz que The Beggar's Opera, obra de 1728 do autor inglês John Gay, teria sido inspirada pela execução de "Whiskey in the Jar" feita por um cantor folclórico irlandês. Com relação à história da canção, Lomax afirma: "O povo da Grã-Bretanha no século XVII adorava e admirava seus salteadores locais; e na Irlanda (ou Escócia), onde os cavalheiros das estradas assaltavam os senhores de terra ingleses, eles eram vistos como patriotas e herois nacionais. Estes sentimentos inspiraram esta balada exuberante".
A um certo ponto a canção foi levada para os Estados Unidos, onde se tornou uma peça favorita durante o período colonial por sua atitude irreverante em relação aos oficiais militares britânicos. As versões americanas da letra da canção muitas vezes se passam nos Estados Unidos e abordam personagens americanos; uma destas versões, de Massachusetts, fala sobre Alan McCollister, um soldado irlandês-americano que é sentenciado à morte por assaltar oficiais britânicos.
A canção apareceu num formato próximo à sua versão moderna numa precursora, chamada "The Sporting Hero, or, Whiskey in the Bar", numa partitura do meio da década de 1850.

## Letra
"Whiskey in the Jar" narra a história de um salteador que, após assaltar um oficial militar ou do governo é traído por uma mulher; não fica claro se ela é sua esposa ou sua amante. As diversas versões da canção se passam no Condado de Kerry, em Kilmoganny, Cork, Gilgarra, Sligo e outros locais por toda a Irlanda. Algumas versões também se passam no Sul dos Estados Unidos, em lugares ao redor dos Ozarks e dos Apalaches, possivelmente devido à colonização irlandesa nestes locais. Os nomes também são alterados de acordo com a versão; o oficial pode ser um capitão ou um coronel, e se chama Farrell ou Pepper. A esposa ou amante do protagonista pode se chamar Molly, Jenny e Ginny, entre outros nomes.